# Chapter IIX - The Odyssey of Eternity
Chapter IIX - The Odyssey of Eternity è il sesto album studio del gruppo musicale belga In-Quest, pubblicato nel 2013.

## Tracce
1. Enter Eternity of Lethargy – 5:14
2. Taedium Vitae – 5:08
3. Elliptical Orbits in Disbelief – 0:42
4. Reiterated Cycles of Celestial Spheres – 6:46
5. Neo-Pseudo Existence – 5:40
6. Infinite Sleep for the Hollow – 5:46
7. The Algorhythmic Alignments – 7:10
8. Yearn to Return [Liquidation Fails] – 8:12

## Formazione
- Gert Monden - batteria
- Douglas Verhoeven - chitarra
- Frederick Peeters - basso
- Miqe Löfberg - voce
- Korneel Lauwereins - chitarra